# Turntable Overture
『Turntable Overture』（ターンテーブル・オーヴァーチュア）は、カーネーションの18枚目のアルバム。2021年11月17日に日本クラウン・PANAMから発売。

## 概要
前作から約4年ぶりのオリジナルアルバム。
初回限定盤は、2021年2月3日に渋谷クラブクアトロで開催したツアー「CARNATION TRIO tour 2021"Three Naughty Villains"」の模様、全12曲収録のDVDを付属。
2022年9月21日に本作のアナログ盤 (180g重量盤)が発売された。

## 収録曲
【DISC 1】　※初回限定盤、通常盤共通
1. Changed
2. SUPER RIDE
アルバムのリードトラックで、PVが作成された。[3]11月10日に先行配信された。[4]コーラスは重住ひろこ。[5]
3. その果てを心が
4. BABY BABY BABY
5. Highland Lowland
6. 霧のスーヴェニール
7. マーキュロクロムと卵の泡
8. Rock On
9. I Know
10. 海の叙景
2013年に作った楽曲。[6]
11. Blue Black
原題はMN11。[6]

【DISC 2】　※初回限定盤、通常盤共通
　DISC 1収録曲のインストバージョンを収録
【DISC 3 DVD】※初回限定盤のみ同梱
『CARNATION TRIO tour 2021 "Three Naughty Villains" Live at SHIBUYA CLUB QUATTRO』
1. やるせなく果てしなく
2. なにかきみの大切なものくれるかい
3. LEMON CREME
4. ルネッサンス
5. スペードのエース
6. マーキュロクロムと卵の泡
7. Peanut Butter & Jelly
8. Flange
9. かくれんぼ
10. ハイウェイ・バス
11. アダムスキー
12. ぼうふら漂流族

全12曲収録
※M-9「かくれんぼ」はっぴいえんど カバー曲